# مقاطعة كيدر (داكوتا الشمالية)
كيدر (بالإنجليزية: Kidder)‏ هي إحدى مقاطعات ولاية داكوتا الشمالية في الولايات المتحدة الأمريكية.